# Consumentensurplus

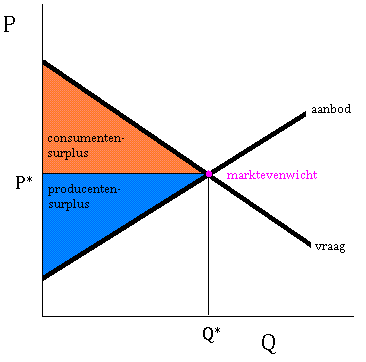
Grafiek met aanbod- en vraagcurve. Het marktevenwicht ligt op het roze punt bij prijs P* en hoeveelheid Q*, waar de vraagcurve en de aanbodcurve elkander snijden. Het consumentensurplus is oranje gekleurd

Consumentensurplus is het cumulatieve verschil tussen de individuele gebruikswaarde van een consumptiegoed en de marktprijs waarin het wordt uitgedrukt.
Stel dat voor een bepaald product er een potentieel van consumenten is die bereid zijn tot 45 euro voor het product te betalen. Het product is voor 20 euro op de markt. De som van de verschillen tussen de gevraagde prijs (20 euro) en de prijs die betaald wordt (tussen 20 en 45 euro) vormt samen het consumentensurplus.
De tegenhanger van het consumentensurplus is het producentensurplus.